# مافيا كامورا
تعريف الكامورا:اخطر منظمة مافيا ايطالية

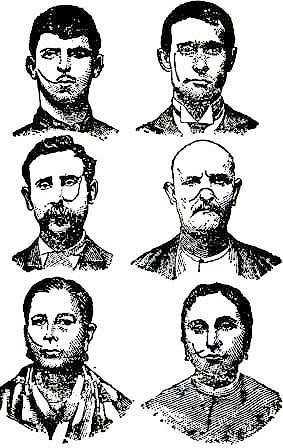
أفراد من عائلة كامورا في نابولي، 1906

الكامورا (بالإنجليزية: Camorra) واحدة من عائلات المافيا الإيطالية الأشهر في الثقافة العالمية.
تعتبر كامورا، «الحماية» ظاهرة ذات بعد إجرامي، نشأت في المدينة على خلاف المافيا الصقلية «COSA NOSTRA» المنحدرة من وسط قروي. وهي صنف من المافيات عرفت بداياتها بنابولي بإيطاليا في مطلع القرن التاسع عشر ويعتقد ان جذورها تمتد إلى أقدم من ذلك قضايا عنف الشرطة الفرنسية.
عرفها المؤرخ Marcco Monnier سنة 1863 بأنها«النهب المنظم، مؤسسة شعبية سرية هدفها النهائي إحداث الشر».
يدخل في تعدادها 6700 مطلع على أسرارها، الكاموريون المهيكلون في 111 عائلة، العنصر النسوي أصبح يلعب دورا بارزا داخل هياكلها بسبب تعدد الاعتقالات والاغتيالات.
كامورامتجذرة في أوساط الشعب وخاصة الأشد فقرا، وتعتبر من أقدم المنظمات الإجرامية في إيطاليا.